# Sağgöze, Genç
Sağgöze là một xã thuộc huyện Genç, tỉnh Bingöl, Thổ Nhĩ Kỳ. Dân số thời điểm năm 2010 là 132 người.